# Dryopteris dilatata
Dryopteris dilatata là một loài thực vật có mạch trong họ Dryopteridaceae. Loài này được (Hoffm.) A. Gray miêu tả khoa học đầu tiên năm 1848.

## Hình ảnh

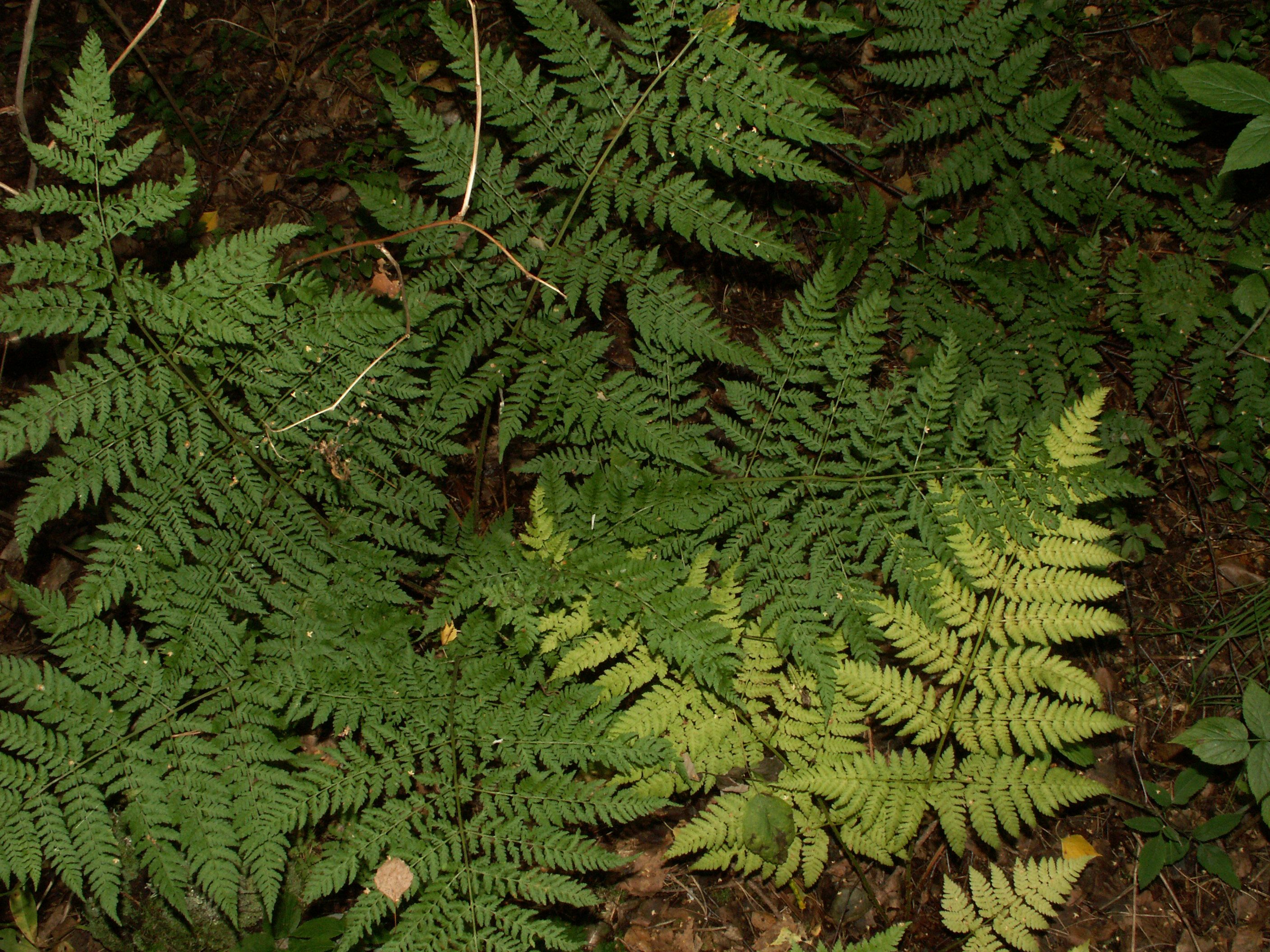
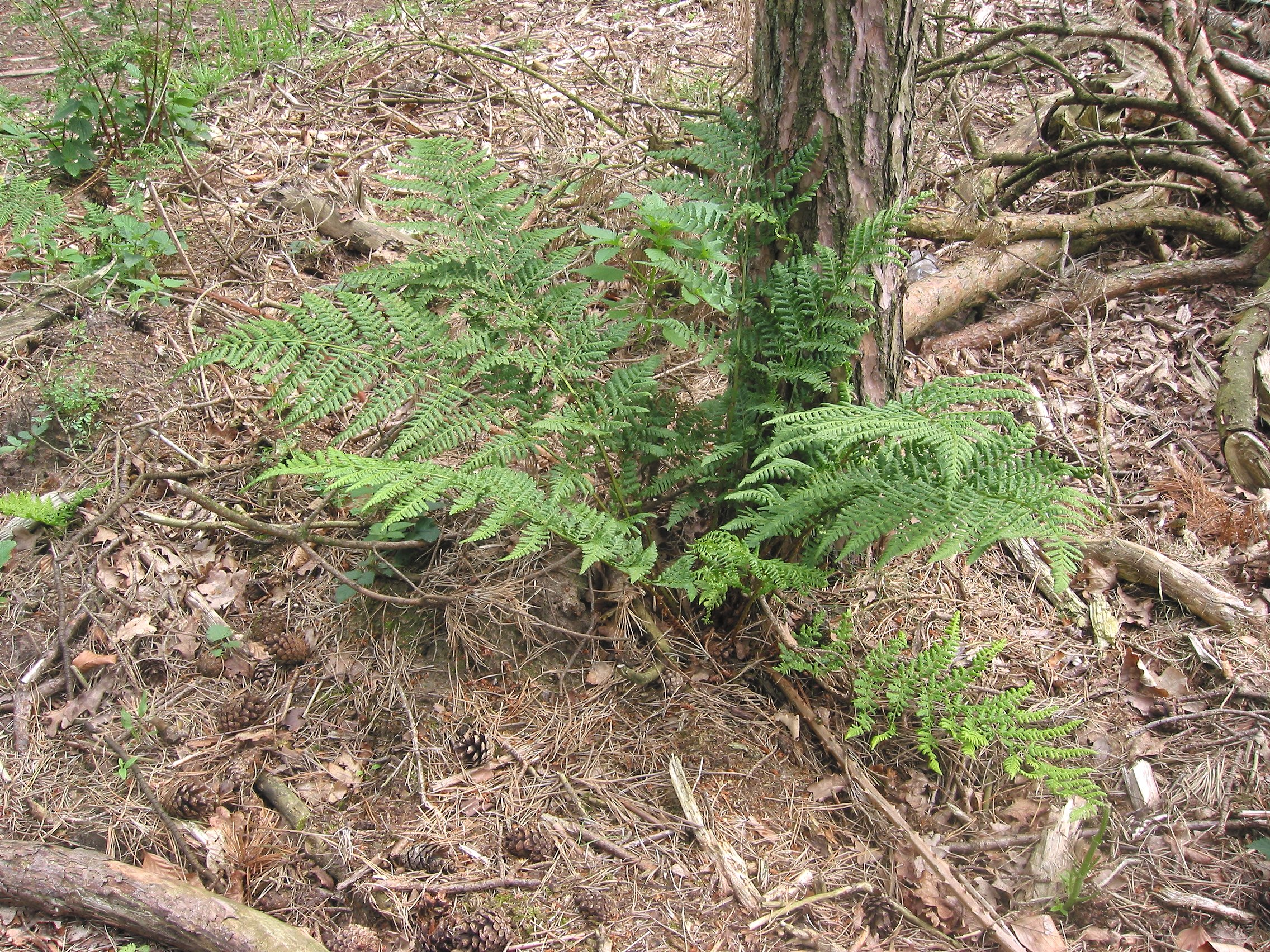
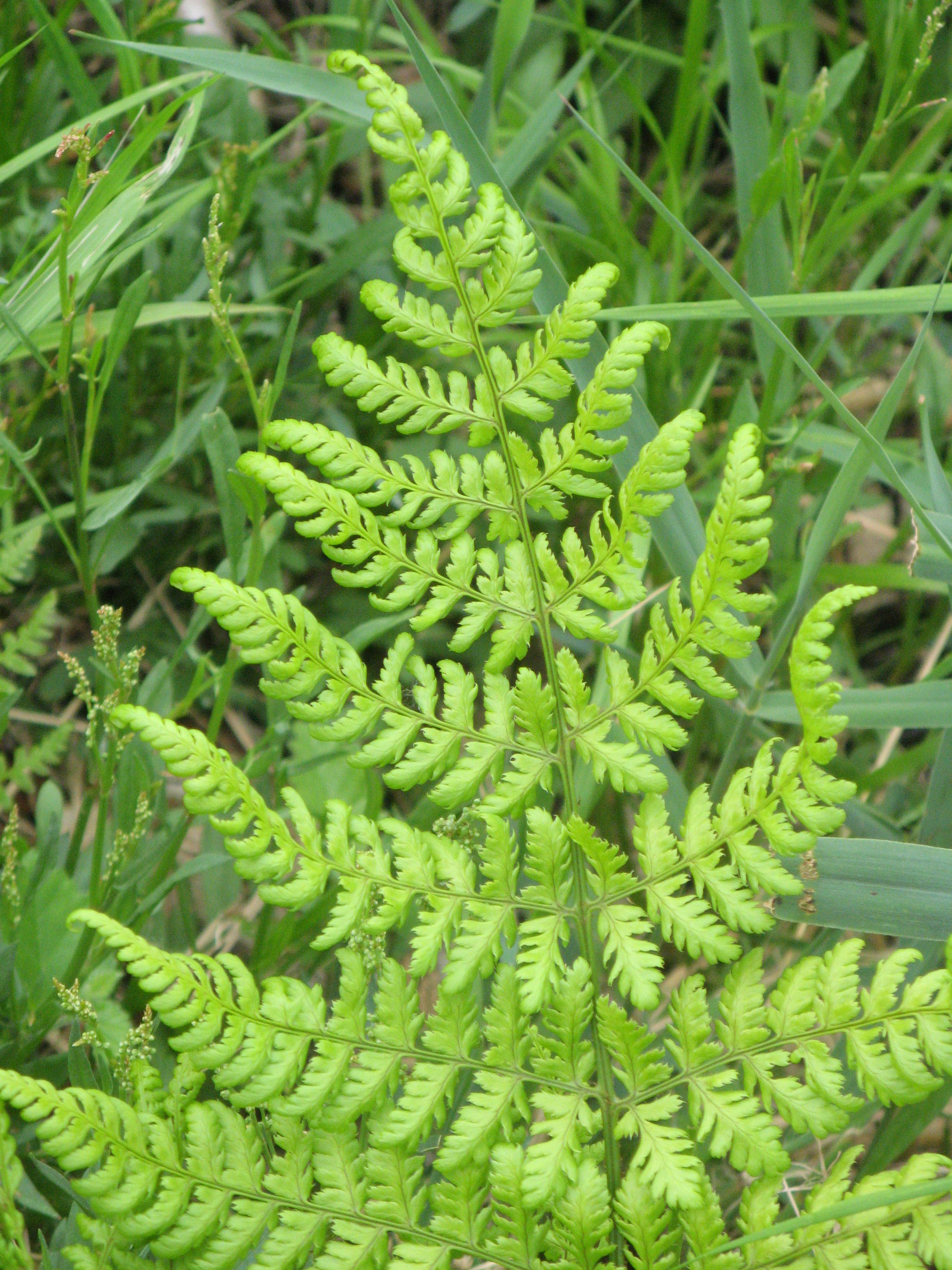
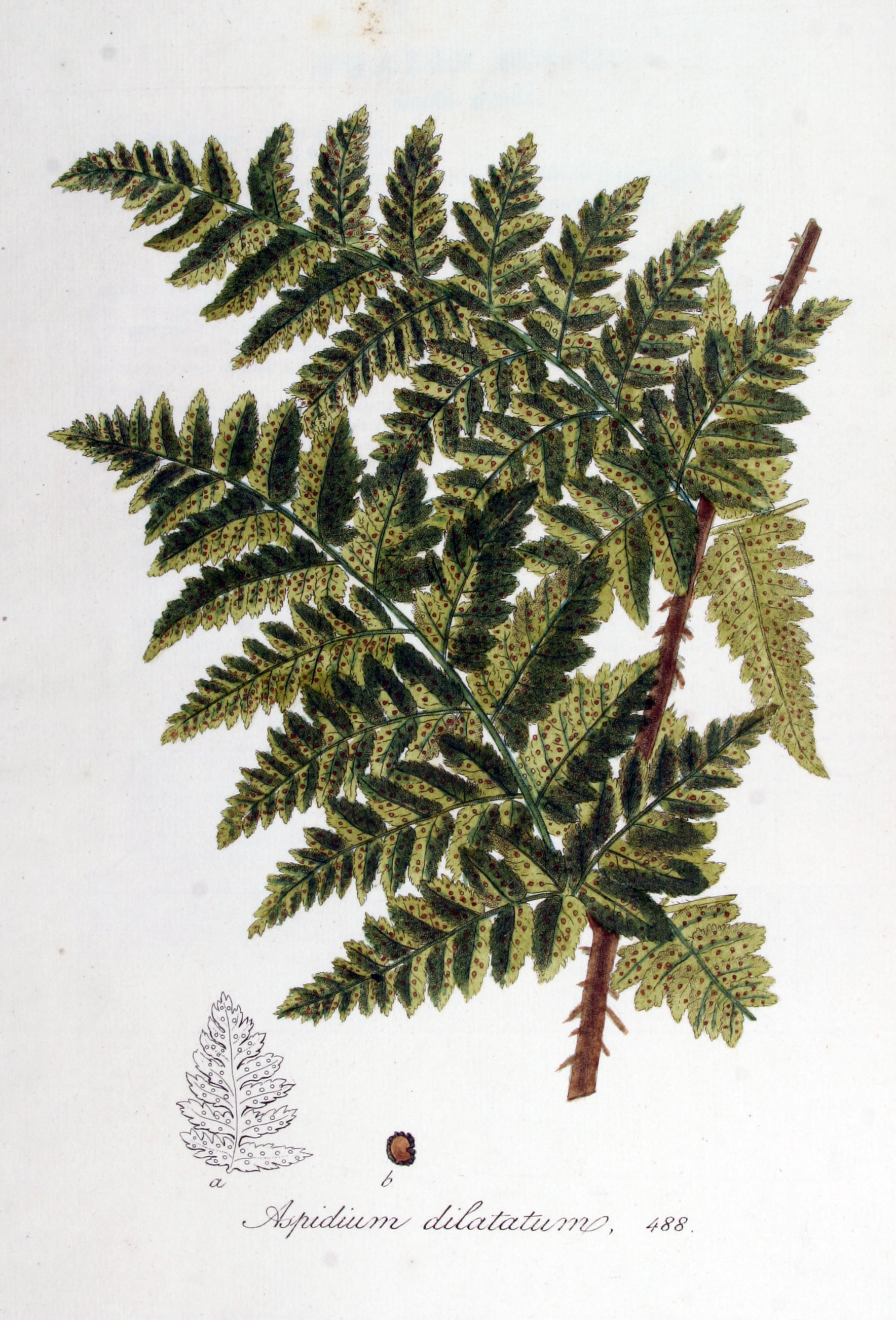